# Naomi Rogers
Naomi Rogers (* 1958) ist eine australische Historikerin.

## Leben
Sie erwarb 1986 den PhD an der University of Pennsylvania in Geschichte. Sie ist Professorin für Geschichte der Medizin in der Abteilung für Geschichte der Medizin und des Programms für Geschichte der Wissenschaft und Medizin an der Yale University. Ihre historischen Interessen umfassen Geschlecht und Gesundheit; Krankheit und öffentliche Gesundheit; Behinderung; Medizin und Film; und alternative Medizin.

## Schriften (Auswahl)
- Dirt and disease. Polio before FDR. New Brunswick 1992, ISBN 0-8135-1785-0.
- An alternative path. The making and remaking of Hahnemann Medical College and Hospital of Philadelphia. New Brunswick 1998, ISBN 0-8135-2536-5.
- Polio wars. Sister Elizabeth Kenny and the golden age of American medicine. Oxford 2014, ISBN 978-0-19-538059-0.